# Slobodan Praljak
Slobodan Praljak (phát âm [sloˌbǒdan ˈprǎːʎak]; là một kỹ sư, giám đốc nhà hát và kịch nghệ, nhà kinh doanh và tác gia người Croatia gốc Bosna, trong khoảng thời gian 1992 – 1995 là vị tướng trong Lục quân Croatia và Hội đồng Bảo vệ Croatia, cựu tư lệnh quân đội của Cộng hòa Croatia Herzeg – Bosnia, và đã bị buộc tội về phạm tội ác chiến tranh và tội ác chống lại nhân loại bởi Tòa án Hình sự Quốc tế về Nam Tư cũ (ICTY).
Năm 2004, ông đầu thú với ICTY, và từ năm 2013 là một trong sáu quan chức của Bosnia Croat bị kết án vì tội ác chiến tranh chống lại dân số Hồi giáo Bosnia trong chiến tranh Croatia – Bosnia. Ông bị kết án 20 năm tù giam. Kháng cáo đã được tòa xử lại vào đầu năm 2017; khi nghe bản án có tội được giữ nguyên vào tháng 11 năm 2017, Praljak đã tự tử bằng cách uống thuốc độc trong phòng xử án, ông đã chết một vài giờ sau đó.